# Lupoč
Lupoč (in ungherese Gácslápos, in tedesco Lupatsch) è un comune della Slovacchia facente parte del distretto di Lučenec, nella regione di Banská Bystrica.